# Sandwith
Sandwith – osada w Anglii, w Kumbrii, w dystrykcie (unitary authority) Cumberland. W 2011 miejscowość liczyła 2463 mieszkańców.